# Downers Grove
Downers Grove é uma vila localizada no estado americano de Illinois, no Condado de DuPage. A vila foi fundada em 1832.

## Demografia
Segundo o censo americano de 2000, a sua população era de 48.724 habitantes.
Em 2006, foi estimada uma população de 49.136, um aumento de 412 (0.8%).

## Geografia
De acordo com o United States Census Bureau tem uma área de
36,9 km², dos quais 36,9 km² cobertos por terra e 0,0 km² cobertos por água.

## Localidades na vizinhança
O diagrama seguinte representa as localidades num raio de 8 km ao redor de Downers Grove.